# ان‌جی‌سی ۵۱۱۲
ان‌جی‌سی ۵۱۱۲ (انگلیسی: NGC 5112) نام یک کهکشان مارپیچی در صورت فلکی تازی‌ها است.